# Folke Karlsson (Lejonbalk)
Folke Karlsson (Lejonbalk), död 1285 eller 1286, var en svensk riddare och lagman.

## Biografi
Folke Karlsson (Lejonbalk) var son till lagmannen Karl Ingeborgasson (Lejonbalk) i Tiohärads lagsaga och Ulfhild Sigtryggsdotter. Han blev mellan 1273 och 1280 riddare, troligen vid kung Magnus Ladulås kröning 24 maj 1276. Folke Karlsson avled  mellan 1285–1286 och valde att begravas i Nydala kloster (om han avled i Småland) och Vreta kloster (om han avled utanför Småland).
Han är omnämnd som lagman i Tiohärads lagsaga från 1273 till 1283.

### Egendom
Folke Karlsson ägde jord i Allbo härad, Kinnevalds härad, Norrvidinge härad, Västra härad och Östra härad i Småland, iGudhems härad och Kåkinds härad i Västergötland, Rönö härad i Södermanland, samt Aska härad och Hammarkinds härad i Östergötland.

### Vapen
Folke lagman förde en uppåtvänd vinge, ett Pukehorn, i sitt sigill.